# Pink Friday: Roman Reloaded – The Re-Up
Pink Friday: Roman Reloaded – The Re-Up es la reedición del segundo álbum de estudio de la rapera Nicki Minaj, Pink Friday: Roman Reloaded. Fue lanzado el 19 de noviembre de 2012 bajo los sellos Young Money Entertainment, Cash Money Records y Republic Records. Lanzado siete meses después del álbum original, incluye siete canciones nuevas y un DVD de imágenes exclusivas entre bastidores de Minaj durante su gira Pink Friday Tour. 
El nuevo material incorporó más estilos de Hip hop y R&B. Como coproductores, Minaj contrató a Boi-1da, Juicy J y T-Minus. Recibió críticas generalmente buenas, vendió 36,000 copias durante su primera semana en los Estados Unidos alcanzando la posición 27 del Billboard 200, también la número 3 del Rap Albums y la 4 del Top R&B/Hip-Hop Albums de Billboard.
De la reedición se desprendieron los sencillos «The Boys» (en colaboración con la intérprete Cassie), «Freedom» la cual era una balada y «High School» (en colaboración con el rapero Lil Wayne) los cuales alcanzaron las posiciones 41, 31 y 20 respectivamente en el Hot R&B/Hip-Hop Songs. Minaj lanzó también la pista promocional «Up In Flames» el 14 de abril de 2013, el vídeo estuvo a cargo del director Grizzlee, sin embargo debido a su baja promoción no alcanzó las expectativas.

## Antecedentes y lanzamiento
En abril de 2012, Minaj lanzó su segundo álbum de estudio Pink Friday: Roman Reloaded el cual tuvo un período de grabación entre 2011 y principios de 2012, para la producción y colaboración del mismo Minaj trabajó con Alex da Kid, David Guetta, Dr. Luke, Hit-Boy y RedOne. Tras su liberación, Pink Friday: Roman Reloaded se convirtió en un éxito comercial. Debutó en el número uno del UK Albums Chart. También alcanzó la primera posición del Billboard 200 y fue recibido con una respuesta generalmente mixta de los críticos de música, recibiendo un puntaje de 60, basado en 30 comentarios en Metacritic, indicando "revisiones generalmente mezcladas o medias". En los premios MTV Video Music Awards del 2012, Minaj anunció la reedición de su álbum Pink Friday: Roman Reloaded bajo el nombre The Re-Up, comentando "estoy poniendo un montón de nuevas canciones allí y soltaré mi nuevo sencillo la próxima semana. Barbz, prepárense. Van a amarla. Van a enloquecer!". Su portada fue lanzada el mes siguiente, con una captura de Minaj proveniente de su vídeo «I Am Your Leader». En noviembre, agregó que el CD sería ampliado, contendría un disco adicional con siete canciones recién grabadas y un DVD exclusivo de tras bastidores para completar la edición estándar del álbum original. La realización del proyecto sirvió como enfoque de su especial de tres partes para el canal E! Nicki Minaj: My Truth.

## Sencillos y canciones
- «The Boys» La canción contrae la participación vocal de la cantante Cassie. Es una pista de géneros dancehall, dance alternativo y folk. Fue lanzada el 13 de septiembre de 2012 en los Estados Unidos y al siguiente día en el Reino Unido, su vídeo fue estrenado mundialmente el 18 de octubre de 2012 en VEVO. Como parte de la promoción, Minaj agregó la pista al setlist de su gira Pink Friday: Reloaded Tour. El sencillo alcanzó la posición 41 del Hot R&B/Hip-Hop Songs.

- «Freedom» Fue lanzada el 2 de noviembre de 2012, la composición estuvo a cargo de Minaj junto a Matthew Samuels, Matthew Burnett quienes también estuvieron a cargo de la producción del sencillo. Llegó a la posición 31 del Hot R&B/Hip-Hop Songs, también como parte de su promoción Minaj realizó una interpretación del mismo en la entrega de los American Music Awards 2012.

- «High School» El día del lanzamiento del disco, Minaj puso una encuesta en su página oficial mypinkfriday.com sobre de ¿Cual sería el siguiente sencillo? entre las canciones sobrantes y la que se ubicaba en la cima era 'Im Legit', sin embargo después, Minaj decidió lanzar "High School" como el nuevo sencillo y este tenía la colaboración del rapero Lil Wayne. El vídeo fue filmado durante mayo del 2013 y lanzado un mes después mediante MTV, un día después fue publicado en VEVO.

### Otras canciones
- «Up In Flames» Fue lanzado como pista promocional de la reedición. Su vídeo fue dirigido por Grizzlee Productions, quien se encontraba trabajando en muchos otros proyectos junto a la rapera en ese entonces. La pista tuvo buenos comentarios por críticos musicales.

## Música y composición

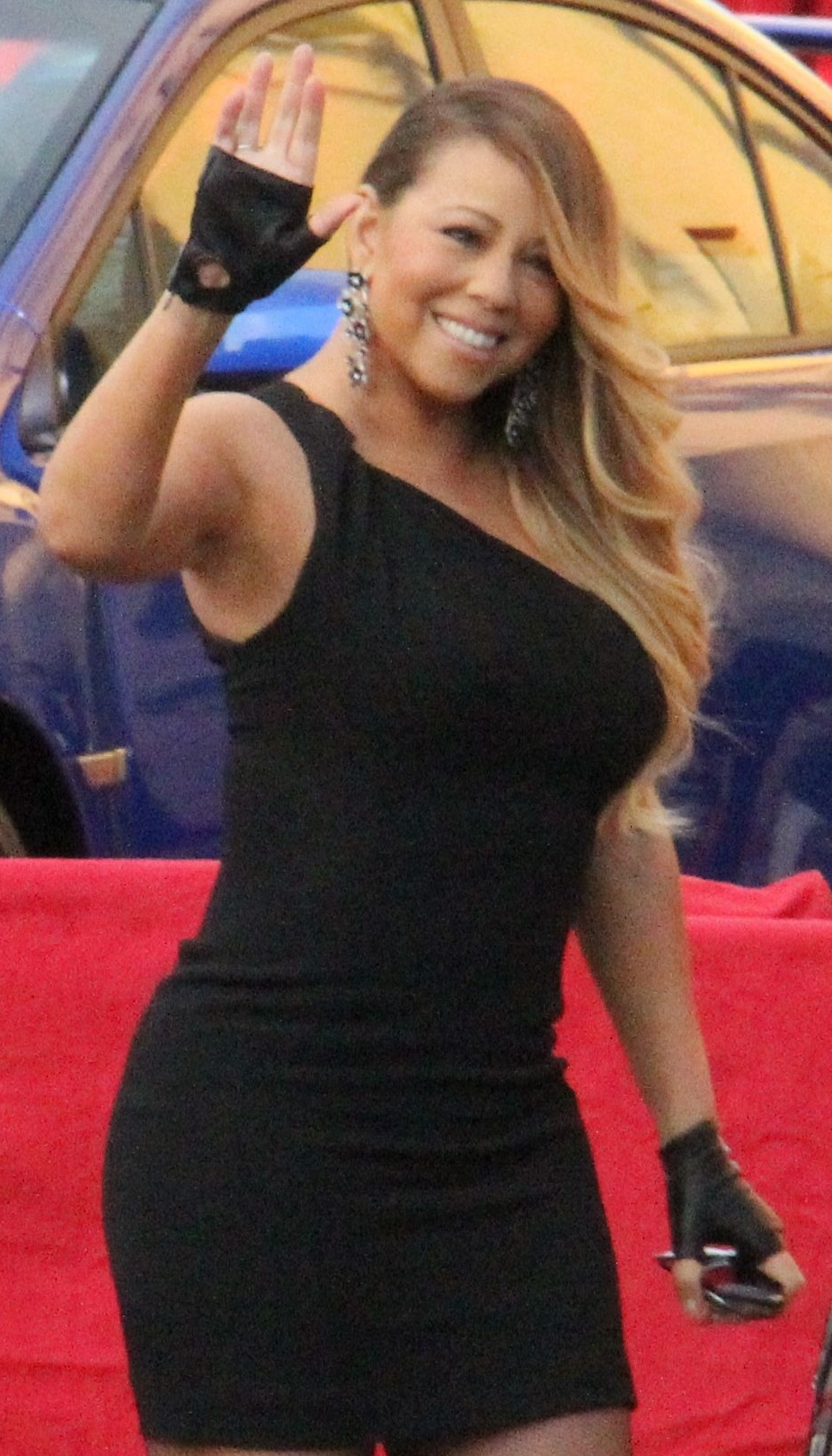
En la canción «Hell Yeah», Minaj hace referencias a Mariah Carey

Minaj comentó en On Ari with Ryan Seacrest que "siento que la música es una mejor presentación de mí donde estoy ahora como artista en mi carrera.Como la gente puede escuchar la música, soy buena". Mucho del nuevo material incorpora estilos Hip-Hop y R&B previamente visto en los mixtapes anteriores de Minaj. El tema inicial, "Up In Flames" incorpora un lento, pesado y melodramático sonido de beat, donde Minaj aborda su riqueza y da comentarios negativos dirigidos a sus adversarios. La segunda canción, "Freedom" fue comparada con el material de su álbum debut Pink Friday lanzado en 2010; se utiliza una producción mínima y refleja el lugar de Minaj en la prominencia. La tercera canción, "Hell Yeah" cuenta con la colaboración de Parker, donde critican a otros opositores de Minaj. Ella hace referencia a su tensión en el set con su compañera de jurado en American Idol, Mariah Carey cuando rapera la línea "pero soy rápida a la hora de plantar cara a una puta si está fuera de línea" y hace referencias al personal de la serie diciendo "Un saludo a Mike, Darnell y Nigel [Lythgoe] / ¿porqué a estos culos les enoja ver a la reina en Idol".
La cuarta pista de álbum, "High School" cuenta con la colaboración del rapero Lil Wayne y cuenta la historia de los deseos sexuales de un hombre que había estado en prisión, esta se dice fue la segunda parte de la historia que Minaj contaba en una canción llamada "Hood Story", incluida en su primer mixtape llamado Playtime is Over. La quinta canción fue titulada "I'm Legit" y cuenta con la participación de Ciara, se caracterizó por tener algunos flujos de "snappy". La sexta pista "I Endorse These Strippers" contaba con la colaboración de Tyga y Brinx; sus letras fueron descritas por Sal Cinquemqni como de inclinación "menos inteligente que inexcusablemente arcaico". La séptima canción "The Boys" contaba con la participación a dúo de la Cantante americana Cassie. La misma contenía mezclas de género Hip Hop, Electropop, dancehall y folk. Fue descrito como «himno de noche de chicas». La pista final, "Va Va Voom" fue previamente incluida en la versión de lujo del álbum original Pink Friday: Roman Reloaded y contiene estilos electropop.

## Recepción crítica
Pink Friday: Roman Reloaded — The Re–Up recibió críticas generalmente positivas. En Metacritic, que se asigna una calificación donde la máxima es 100 a comentarios de críticos, el álbum recibió una puntuación media de 72, basada en 8 comentarios. David Jeffries de Allmusic opinó "el álbum demasiado-pop Roman Reloaded ahora está más equilibrado con el EP de ocho pistas con valioso material que aconseja las escalas", agregando que las pistas adicionales y un DVD es "el mejor trato y gran imagen" que el original. Dan Weiss de Boston Phoenix felicitó el complemento de Minaj rapeando en las nuevas pistas. Gerrick D. Kennedy de Los Angeles Times observó la variedad de géneros en la reedición, diciendo "claro, ella coquetea con el Dance Pop y baladas de R&B, pero se puede perdonar por quere satisfacer diferentes gusto. Aquí, realmente funciona". Andy Gill de The Independent proporcionó una crítica mixta, diciento que el material era genérico pero "no aporta mucho a la experiencia de Minaj". Sal Cinquemqni de Slant Magazine criticó el contenido lírico y añadió que hubiese destacado tener invitados, diciendo "como [Minaj] ella siempre se compara a Jesús, probablemente no debamos contener la respiración". Kyle Anderson de Entertainment Weekly dio por el contrario una crítica negativa, posicionando el álbum en el número dos de su lista de los peores álbumes del año, escribió que el EP fue un "Soul-aburrido, perezoso y totalmente innecesario".

## Lista de canciones
- Disco 1: The Re-Up

| N.º | Título                                         | Escritor(es)                                                                            | Productor(es)               | Duración |  |
| 1.  | «Up In Flames»                                 | Onika Maraj Matthew Samuels Zale Epstein Stephen Kozmeniuk Brett Kruger                 | Boi-1da The Maven Boys      | 5:05     |  |
| 2.  | «Freedom»                                      | Onika Maraj Matthew Samuels Matthew Burnett                                             | Boi-1da Burnett             | 4:47     |  |
| 3.  | «Hell Yeah» (con Parker)                       | Onika Maraj Parker Ighile                                                               | Parker                      | 4:11     |  |
| 4.  | «High School» (con Lil Wayne)                  | Onika Maraj Matthew Samuels Dwayne Carter, Jr. Tyler Williams                           | Boi-1da T-Minus             | 3:37     |  |
| 5.  | «I'm Legit» (con Ciara)                        | Onika Maraj Ester Dean Melvin Hough II Keith Thomas Rivelino Wouter                     | Mel & Mus                   | 3:18     |  |
| 6.  | «I Endorse These Strippers» (con Tyga y Brinx) | Onika Maraj Michael "Crazy Mike" Foster Jawara Headley Jordan Houston Michael Stevenson | Juicy J Crazy Mike          | 4:22     |  |
| 7.  | «The Boys» (con Cassie)                        | Onika Maraj Jonas Jeberg Jean Baptiste Lillianna Saldaña Anjulie Persaud                | Jeberg Baptiste             | 4:08     |  |
| 8.  | «Va Va Voom»                                   | Onika Maraj Lukasz Gottwald Allan Grigg Max Martin Henry Walter                         | Dr. Luke KoOol Kojak Cirkut | 3:03     |  |

- Disco 2: Pink Friday: Roman Reloaded

|       |                                                 |                                            |          |  |  |  |  |  |  |  |
| N.º   | Título                                          | Productor(es)                              | Duración |  |  |  |  |  |  |  |
| 1.    | «Roman Holiday»                                 | BlackOut Movement, Pink Friday Productions | 4:05     |  |  |  |  |  |  |  |
| 2.    | «Come on a Cone»                                | Fernando Garibay, Hitboy                   | 3:05     |  |  |  |  |  |  |  |
| 3.    | «I Am Your Leader» (con Cam'ron & Rick Ross)    | Fernando Garibay, Hitboy                   | 3:33     |  |  |  |  |  |  |  |
| 4.    | «Beez in the Trap» (con 2 Chainz)               | Kenoe                                      | 4:28     |  |  |  |  |  |  |  |
| 5.    | «HOV Lane»                                      | Ryan & Smitty                              | 3:13     |  |  |  |  |  |  |  |
| 6.    | «Roman Reloaded» (con Lil Wayne)                | Rico Beats, Pink Friday Productions        | 3:16     |  |  |  |  |  |  |  |
| 7.    | «Champion» (con Nas, Drake, & Young Jeezy)      | T-Minus, Seethram*                         | 4:56     |  |  |  |  |  |  |  |
| 8.    | «Right by My Side» (con Chris Brown)            | Andrew "Pop" Wansel, Oak, Flippal23*       | 4:25     |  |  |  |  |  |  |  |
| 9.    | «Sex in the Lounge» (con Lil Wayne and Bobby V) | M.E. Productions, Pink Friday Productions  | 3:27     |  |  |  |  |  |  |  |
| 10.   | «Starships»                                     | RedOne, Rami, Falk                         | 3:30     |  |  |  |  |  |  |  |
| 11.   | «Pound the Alarm»                               | RedOne, Falk, Rami                         | 3:25     |  |  |  |  |  |  |  |
| 12.   | «Whip It»                                       | RedOne, Alex P                             | 3:15     |  |  |  |  |  |  |  |
| 13.   | «Automatic»                                     | RedOne, Jimmy Joker                        | 3:18     |  |  |  |  |  |  |  |
| 14.   | «Beautiful Sinner»                              | Alex da Kid                                | 3:47     |  |  |  |  |  |  |  |
| 15.   | «Marilyn Monroe»                                | J. R. Rotem, Dreamlab*                     | 3:16     |  |  |  |  |  |  |  |
| 16.   | «Young Forever»                                 | Dr. Luke, Cirkut                           | 3:06     |  |  |  |  |  |  |  |
| 17.   | «Fire Burns»                                    | Wansel, Oak                                | 2:59     |  |  |  |  |  |  |  |
| 18.   | «Gun Shot» (con Beenie Man)                     | Kane Beatz                                 | 4:39     |  |  |  |  |  |  |  |
| 19.   | «Stupid Hoe»                                    | DJ Diamond Kuts, Pink Friday Productions   | 3:16     |  |  |  |  |  |  |  |
| 68:59 |                                                 |                                            |          |  |  |  |  |  |  |  |

## Posicionamiento en listas

### Listas semanales
| País               | Lista                     | Mejor posición |         |
| 2012-13            | 2012-13                   | 2012-13        | 2012-13 |
| ------------------ | ------------------------- | -------------- | ------- |
| Bélgica (Flanders) | Ultratop Albums Flanders  | 84             |         |
| Bélgica (Wallonia) | Ultratop Albums Wallonia  | 118            |         |
| Canadá             | Billboard Canadian Albums | 10             |         |
| Países Bajos       | Album Top 100             | 79             |         |
| Estados Unidos     | Billboard 200             | 27             |         |
| Estados Unidos     | Rap Albums                | 3              |         |
| Estados Unidos     | Top R&B/Hip-Hop Albums    | 4              |         |
| España             | Top Lista de Álbumes      | 97             |         |
| Francia            | SNEP Albums Chart         | 80             |         |
| Nueva Zelanda      | Recorded Music NZ         | 21             |         |
| Suecia             | Sverigetopplistan         | 2              |         |

## Ventas y certificaciones
| País      | Organismo certificador | Certificación | Ventas | Ref.   |
| --------- | ---------------------- | ------------- | ------ | ------ |
| Australia | ARIA                   | Oro           | 35 000 | [ 26 ] |
| Malasia   | RIM                    | Oro           | 5 000  | [ 27 ] |

## Historial de lanzamiento
| Regiones       | Fecha                   | Formato(s)                | Etiqueta(s)                        | Ref    |
| -------------- | ----------------------- | ------------------------- | ---------------------------------- | ------ |
| Canadá         | 19 de noviembre de 2012 | CD / DVD descarga digital | Universal, Young Money, Cash Money | [ 28 ] |
| Estados Unidos | 19 de noviembre de 2012 | CD / DVD descarga digital | Universal, Young Money, Cash Money | [ 29 ] |
| Colombia       | 19 de noviembre de 2012 | CD / DVD descarga digital | Universal, Republic                | [ 30 ] |
| Reino Unido    | 19 de noviembre de 2012 | CD / DVD descarga digital | Island, Cash Money                 | [ 31 ] |
| Japón          | 19 de noviembre de 2012 | CD / DVD descarga digital | Republic                           | [ 32 ] |
| Francia        | 26 de noviembre de 2012 | CD / DVD descarga digital | Def Jam                            | [ 33 ] |
| Polonia        | 27 de noviembre de 2012 | CD / DVD descarga digital | Universal Music Polonia            | [ 34 ] |
| España         | 27 de noviembre de 2012 | CD / DVD descarga digital | Universal Music España             | [ 35 ] |
| Malasia        | 18 de diciembre de 2012 | CD / DVD descarga digital | Universal Malasia                  | [ 36 ] |